# GOR Discos
GOR Discos, también conocido como GOR Diskoak, fue un sello discográfico español independiente con sede en Pamplona (Navarra) fundado en 1991 por los hermanos Marino, Antonio y Patxi Goñi.
Durante su trayectoria el sello se especializó en la edición de discos, tanto en euskera como en castellano, de grupos punk, rock y heavy, procedentes especialmente de la zona de Navarra y alrededores.
El 1 de septiembre de 2023, anunció su cierre definitivo tras 32 años de historia y más de 300 discos.

## Historia
En mayo de 1991 los hermanos Goñi, tras adquirir experiencia en el mundo musical tras su paso por las discográficas Soñua y Oihuka, decidieron fundar su propio sello discográfico.

“Llegó un momento en el que me di cuenta de que teníamos que arriesgar más en la producción, y por otra parte, eran unos años en los que muchos grupos deciden montar sus propios sellos, como es el caso de Esan Ozenki, Zika Records o Aketo, de los Hertzainak. Todo esto confluyo en que mis hermanos (Antonio y Patxi) y yo, decidiéramos dejar Oihuka y montar nuestro propio sello, Gor. Una discográfica con la que nos lanzamos a hacer todo, desde grabar el disco hasta llevarlo a las tiendas. Lo primero con lo que pegamos en Gor fue Urtz, pero después llegaron Parabellum, Manolo Kabezabolo, los Huajolotes o Berri Txarrak, entre otros muchos, claro.”
Marino Goñi (2016) 

Desde su inicio empresarial el catálogo del sello, que supera las 250 referencias, incluye los debuts discográficos de grupos como Berri Txarrak, Manolo Kabezabolo, Urtz, Exkixu, Ken Zazpi, Leihotikan, Flitter, Koma, Skalariak, Zea Mays, Lendakaris Muertos, Vendetta, Hesian o Balerdi Balerdi. Recientemente han trabajado para Los Ganglios, Los Carniceros del Norte, Altxatu, The Icer Company, Yogurinha Borova, Los del Rayo o Goienetxe Anaiak.
En 2016, para conmemorar los 25 años de actividad, Archivado el 27 de diciembre de 2015 en Wayback Machine. editaron un doble disco con 25 canciones en euskera y 25 canciones en castellano que condensa sus años de actividad. También organizaron una fiesta aniversario en la Sala Zentral de Pamplona presentada por Yogurinha Borova y con actuaciones de grupos del sello como Los del Rayo, Altxatu, Lehiotikan y Los Carniceros del Norte.
Al concluir su actividad, el sello anunció que "el legado restante, generado por nuestro trabajo, será depositado en el Archivo de la Música y las Artes Escénicas, organismo perteneciente al Archivo General de Navarra".

## Grupos
- 121 DB
- 4 Itzal
- 7 Eskale
- Addar
- Ados
- Altxatu
- Asgarth
- Balerdi Balerdi
- Bastardix
- Beer Mosh
- Berri Txarrak
- Bihotz Bakartien Kluba
- Bizardunak
- Brigada Criminal
- Buitraker
- Bunker Band
- Chicarela
- Cuerno De Chivo
- Dank
- Doctor Deseo
- Ekon
- Electric Riders
- Exkisu
- Ezinean
- Flitter
- Gaur Ez
- Goienetxe Anaiak
- Hemendik At!
- Hesian
- Hirurko
- Hyssopus
- Jousilouli
- Julio Kageta
- Kaos Etiliko
- Kaotiko
- Kerobia
- King Putreak + The Vientre
- Kojon Prieto y Los Huajolotes
- Koma
- La Polla
- La Venganza De La Abuela
- Latex
- Lauroba
- Leihotikan
- Lendakaris Muertos
- Lor
- Los Carniceros Del Norte
- Los Del Rayo
- Los Ganglios
- Los Miserables
- Los Morochos
- M.C.D.
- Mallacan
- Manolo Kabezabolo
- Mantisa
- Memo
- Muy Fellini
- Ni Por Favor Ni Ostias
- Numidia
- OST
- Parabellum
- Piperrak
- Salida Nula
- Skabeche Riber Band
- Skunk
- Sök
- Stupenda Jones
- Su Ta Gar
- The Flying Rebollos
- The Icer Company
- The Sparteens
- Tijuana In Blue
- Tocamas
- Trikitixa Kontrairo
- Txapelpunk
- Urtz
- Vendetta
- Yogurinha Borova
- Zea Mays
- Zirrosis
- Zura

## Áreas de actividad
- Gor Diskak: discográfica fundada en 1991 que se dedica a la publicación, promoción y edición editorial de canciones.
- Gor Kontratazioa: servicio de management y contratación, creado en 2005, que produce y organiza conciertos.
- Gor Distribuidora: aunque al principio de su actividad GOR distribuía los discos por tiendas de Euskal Herria desde la primavera de 2002 se amplió el área a toda España.
- Jarauta Ediciones Musicales: fundada en 2001 se dedica al registro editorial de los temas grabados por pequeños sellos discográficos con objeto de promocionar y recuperar los derechos de autor recaudados por las entidades gestoras.